# Sierra de las Ánimas (Nuevo México)

Sierra de las Ánimas (Nuevo México)

La Sierra de las Ánimas es un cordal montañoso del condado de Hidalgo en la región denominada punta de la bota en la región del extremo suroeste de Nuevo México en los Estados Unidos de América. Se extiende en dirección norte-sur por unos 50 km en la divisoria Continental,  cerca del pueblo de Ánimas en Nuevo México hasta unas millas al norte del límite con México. La sierra tiene una longitud aproximada de 20 km en su sección más amplia. El punto más alto de la sierra es la cima sureña de una milla de altitud denominada Ánimas de 8565 pies (2611 m).
Las sierras de las Ánimas se ubica entre el valle de las Ánimas al oeste y el valle de las Playas al este.  Las sierras cercanas incluye a la sierra del Peloncillo en el valle de las Ánimas y las sierras Hacha y la Hachita en el valle de las Playas.